# نگار عابدی
نگار عابدی (زادهٔ ۱۸ بهمن ۱۳۴۹) بازیگر تئاتر، سینما و تلویزیون ایرانی است. او فارغ‌التحصیل رشتهٔ تئاتر از دانشکده هنر و معماری است.
عابدی در ابتدا در دانشگاه در رشته زبان انگلیسی شروع به تحصیل نمود ولی با دیدن آگهی کلاس بازیگری در یکی از مجلات و ثبت نام در آن کلاس به سمت بازیگری کشیده شد. فعالیت اصلی وی تئاتر است و در نمایش‌هایی چون «بازگشت به خان نخست» به کارگردانی محمد رضایی‌راد و «آندرانیک» به کارگردانی حمید پورآذری ایفای نقش نموده است. وی در فیلم‌های کوتاهی چون «هدیه» و «خط مستقیم دایره» بازی کرده است. عابدی فعالیت سینمایی خود را از سال ۱۳۸۱ و با فیلم جانا آغاز کرد. نگار عابدی از همسرش هدایت هاشمی جدا شده است و به همراه دخترش اما هاشمی زندگی می‌کند. نگار عابدی فارغ‌التحصیل رشتهٔ نمایش - بازیگری از دانشگاه آزاد واحد تهران مرکز است.

## حرفه بازیگری
نگار عابدی (زادهٔ ۱۸ بهمن ۱۳۴۹ در رامهرمز) بازیگر ایرانی تئاتر است که اصالتی بختیاری دارد دوران کودکی به بازیگری علاقه زیادی داشت و در ۲۰ سالگی با دیدن آگهی‌های کلاس بازیگری از رشتهٔ تحصیلی خود انصراف داده و در این کلاس‌ها ثبت نام نمود. او در کلاس رؤیا تیموریان و مهتاب نصیرپور دوره‌های بازیگری دیده است و وارد عرصه تئاتر شد و در سال ۱۳۸۷ با فیلم مانا به سینما معرفی گردید. این موضوع یکی از عوامل موفقیت او برای حضور در تلویزیون بوده است.
نگار عابدی با سریال نگرانی که از شبکه دو پخش می‌شد به تلویزیون معرفی گردید. او در سال ۱۳۹۲ با بازی در سریال دودکش در کنار بازیگران مطرحی نظیر بهنام تشکر و سیما تیرانداز و هومن برق نورد همچنین با نقش‌آفرینی در سریال شمعدونی در سال ۱۳۹۳ به شهرت رسید.

## فعالیت‌ها

### تئاتر
- مصاحبه (محمد رحمانیان)، تالار چهارسو، ۱۳۷۸
- مجلس‌نامه (محمد رحمانیان)، تالار چهارسو، ۱۳۷۸
- روی زمین (افروز فروزنده)، تالار سایه، ۱۳۸۲
- آندرانیک (حمید پورآذری)، تئاتر شهر، ۱۳۸۲
- زنی که زیاد می‌دانست (علیرضا اولیایی)، تئاتر شهر، ۱۳۸۲
- تیغ کهنه (نادر برهانی‌مرند)، تالار چهارسو، ۱۳۸۳
- هر چی دلت بخواد (حمید پورآذری)، تالار سنگلج، ۱۳۸۳
- مهاجران (حمید پورآذری)، تئاتر شهر، ۱۳۸۳
- رؤیای بسته شده به … (آروند دشت‌آرای)، کارگاه نمایش، ۱۳۸۴
- دُن کیشوت (علی‌اصغر دشتی)، تالار قشقایی، ۱۳۸۴
- کبوتری ناگهان (عباس غفاری)، تالار نو، ۱۳۸۴
- بازگشت به خان نخست (محمد رضایی‌راد)، تالار قشقایی، ۱۳۸۴
- اسب‌های آسمان خاکستر می‌بارند (علی رازی)، تالار چهارسو
- بیوه‌های غمگین سالار جنگ (هادی عامل)، تالار نو، ۱۳۸۵
- یک تنبیه با شکوه (نرمین نظمی)، تالار مولوی، ۱۳۸۶
- خانه (کیومرث مرادی)، تالار قشقایی، ۱۳۸۸
- آسمان روزهای برفی (محمد عاقبتی)، تالار مولوی، ۱۳۸۸
- ملا نصرالدین (علی‌اصغر دشتی)، تالار مولوی، ۱۳۸۸
- مرثیه‌ای برای یک سبک‌وزن (ایوب آقاخانی)، تالار سایه، ۱۳۸۸
- آخرین پر سیمرغ (اشتفان وایلند)، تئاتر شهر، ۱۳۸۸ فرایبورگ (آلمان)، تئاتر مارین باد، ۲۰۱۰
- ورود آقایان ممنوع (کتایون فیض‌مرندی)، تالار قشقایی، ۱۳۹۰
- «لباسی برای میهمانی» (محمد رحمانیان)، تهران، جشنواره بین‌المللی تئاتر فجر
- «افسون معبد سوخته» (کیومرث مرادی)، تهران، نوزدهمین جشنواره تئاتر فجر
- «]]چراغ‌ها را خاموش نکنید]]» (هومن برق‌نورد)، مشهد، یازدهمین جشنواره دفاع مقدس
- «فکاهی نامهٔ یک زن» (لیلی عاج)، تهران، پانزدهمین جشنواره تئاتر دانشجویی
- «شهادت‌خوانی قدمشاد مطرب» (محمد رحمانیان)، تهران، بیستمین جشنواره تئاتر فجر
- «مادر بزرگ یک مقدمه» (حمید پورآذری)، تهران، بیست‌ودومین جشنواره تئاتر فجر
- «بهمن» (افروز فروزند)، تهران، تئاترشهر - سالن سایه، ۱۳۹۴
- «مافیا» (افروز فروزند)، تهران، تئاتر باران، جمعه و اسفند ۱۳۹۵

### تله‌تئاتر
- «تیغ کهنه» (نادر برهانی‌مرند)، شبکه ۴ جام جم

### سینمایی
- دارکوب (۱۳۹۶)
- سد معبر (۱۳۹۵)
- نرگس مست (۱۳۹۵)
- صدای منو می‌شنوید؟ (۱۳۹۵)
- آبنبات چوبی (۱۳۹۴)
- نیم (۱۳۹۴)
- خانه‌ای کنار ابرها (۱۳۹۲)
- شب بیرون (۱۳۹۲)
- گنجشکک اشی‌مشی (۱۳۹۲)
- دهلیز (۱۳۹۱)
- داستان عوضی (۱۳۹۱)
- یه حبه قند (۱۳۸۹)
- مانا (۱۳۸۷)
- شیرین (۱۳۸۷)

### مجموعه تلویزیونی
1. ۱۳۷۶ - پسری به نام قدرت
2. ۱۳۸۰ - دوستانه (محمد رحمانیان)
3. ۱۳۹۲ - دودکش (محمدحسین لطیفی)
4. ۱۳۹۳ - شمعدونی (سروش صحت)
5. ۱۳۹۳ - گاهی به پشت سر نگاه کن (مازیار میری)
6. ۱۳۹۴ - تعبیر وارونه یک رؤیا (فریدون جیرانی)
7. ۱۳۹۴ - حالت خاص (افشین اربابی)(بازیگر مهمان)
8. ۱۳۹۵ - پادری (محمدحسین لطیفی)
9. ۱۳۹۵ - آرام می‌گیریم (روح‌الله سهرابی)
10. ۱۳۹۶ - هست و نیست (حسین سهیلی زاده)
11. ۱۳۹۷ - سر دلبران (محمد حسین لطیفی)
12. ۱۳۹۸ - گاندو (جواد افشار)
13. ۱۳۹۸ - سرگذشت (سید جمال سید حاتمی) (اپیزود پروین)
14. ۱۳۹۹ - صفر بیست و یک (سید جواد رضویان) و (سیامک انصاری)
15. ۱۳۹۹ - بیگانه ای با من است (فصل اول و دوم) (احمد امینی) (فصل اول)، (آرش معیریان) (فصل دوم)
16. ۱۳۹۹ - منم دوستت دارم (مجید پرکار)
17. ۱۴۰۰ - دودکش ۲ (برزو نیک نژاد)
18. ۱۴۰۰ - در کنار پروانه‌ها (داریوش یاری)
19. ۱۴۰۰ - پلاک ۱۳ (آرش معیریان)

### فیلم کوتاه
- «خط مستقیم یک دایره» (امیر موسوی)
- «هدیه» (سعیده خصوعی)
- «کاشکی» (امیر موسوی)
- «زندگی، رنگ بِژ» (پیروز کرمی)

### فیلم تلویزیونی
1. سایه‌های بلند گناه (۱۳۸۸ شهرام شاه‌حسینی)
2. نگرانی (کاوه سجادی حسینی) - شبکه ۲

- دنیای بهتر (۱۳۹۰)

### مجموعه نمایش خانگی
1. ریکاوری (۱۳۹۸ بهادر اسدی)
2. شب‌های مافیا (فصل ۳)

## جوایز
- جایزه سوم بازیگری برای «لباسی برای میهمانی»، هجدهمین جشنواره تئاتر فجر
- جایزه کانون ملی منتقدان برای «آندرانیک»، ۱۳۸۲
- جایزه دوم بازیگری برای «فکاهی نامهٔ یک زن»، پانزدهمین جشنواره تئاتر دانشجویی
- برگزیده بازیگری سال، جشن بازیگر برای «دن کیشوت»، «بازگشت به خان نخست»، «کبوتری ناگهان» ؛۱۳۸۵
- جایزه دوم بازیگری برای «چراغ‌ها را خاموش نکنید»، مشهد، جشنواره یازدهم تئاتر دفاع مقدس، ۱۳۸۳
- جایزه یونیسف برای فیلم سینمایی «مانا»، ۱۳۸۷
- نامزد سیمرغ بلورین بهترین بازیگر نقش مکمل زن در سی و ششمین دوره جشنواره فیلم فجر، برای فیلم «دارکوب» ۱۳۹۶[۳]